# Clusia plukenetii
Clusia plukenetii är en tvåhjärtbladig växtart som beskrevs av Ignatz Urban. Clusia plukenetii ingår i släktet Clusia och familjen Clusiaceae. Inga underarter finns listade i Catalogue of Life.